# Jom haAtzma’ut

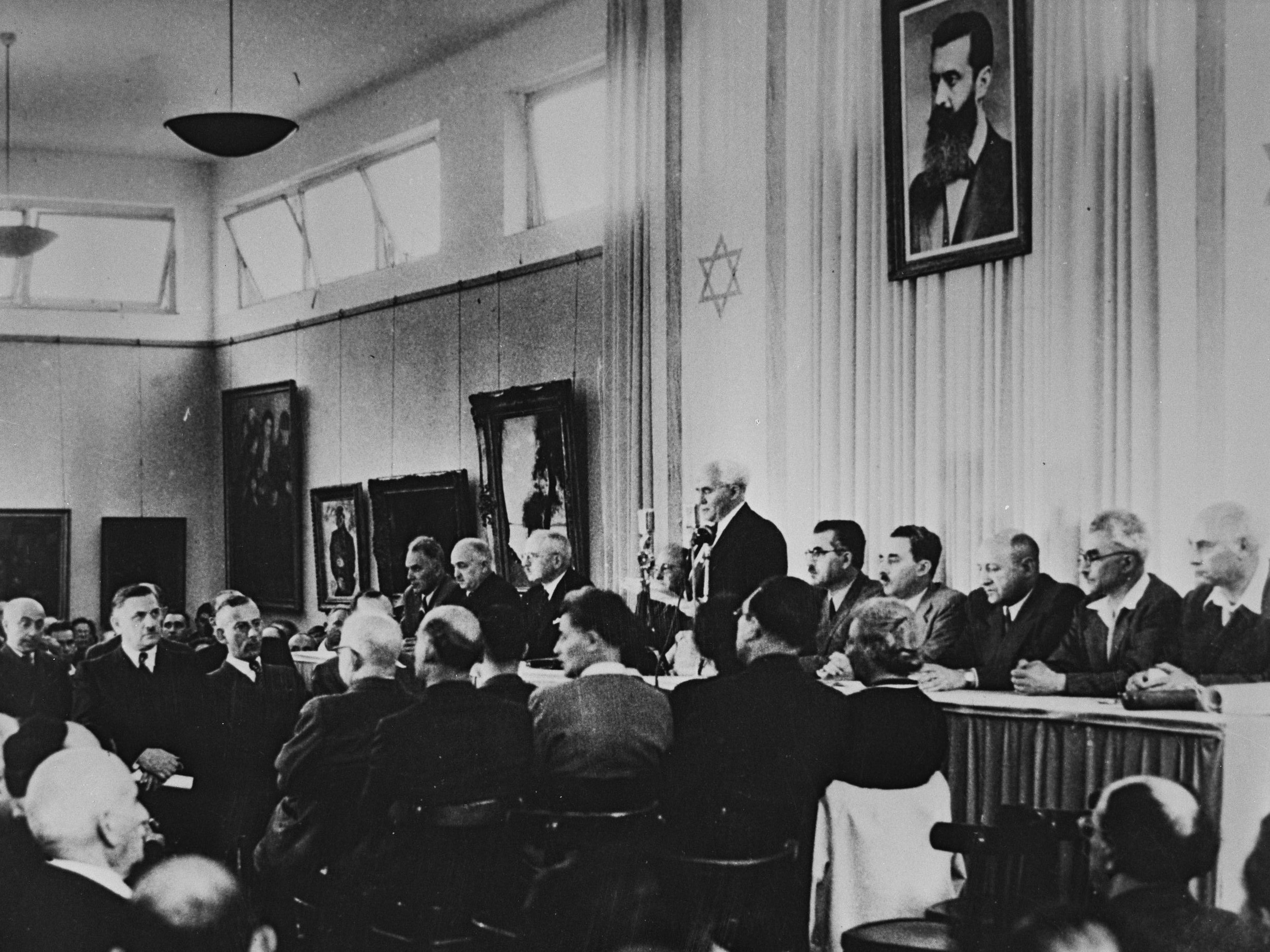
Saal im Museum Tel Aviv: David Ben Gurion erklärt Israels Unabhängigkeit, 14. Mai 1948

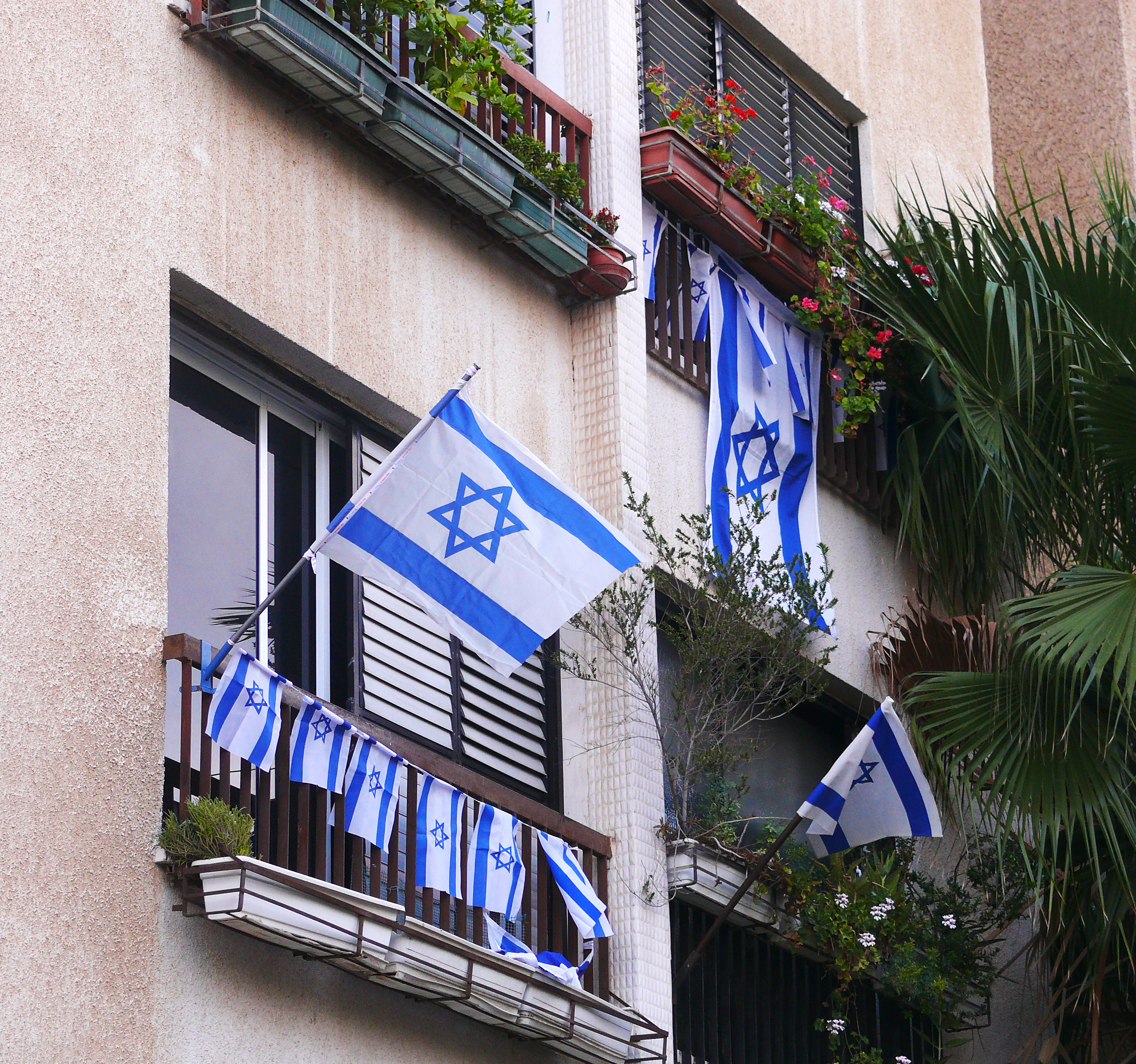
Mit israelischen Flaggen dekorierte Häuser

Jeweils zum 5. Ijjar des Jüdischen Kalenders feiert Israel seinen Unabhängigkeitstag, den Jom haʿAtzmaʾut (hebräisch יוֹם הָעַצְמָאוּת Jōm ha-ʿAzmaʾūt, deutsch ‚Tag der Unabhängigkeit‘).
Die israelische Unabhängigkeitserklärung erfolgte durch David Ben-Gurion am 5. Ijjar 5708 des Jüdischen Kalenders beziehungsweise am 14. Mai 1948 des Gregorianischen Kalenders. Der Jom haʿAtzmaʾut wurde im folgenden Jahr 1949 als Erinnerung an die Proklamation des jüdischen Staates als Nationalfeiertag eingeführt.
In Israel ist der Jom haʿAtzmaʾut ein fröhlich-heiterer Feiertag. Der Jom haʿAtzmaʾut folgt direkt auf den Jom haSikkaron, den Gedenktag für die gefallenen israelischen Soldaten und die Opfer von Terrorismus. So folgt der freudige Unabhängigkeitstag auf den nachdenklichen und traurigen Gedenktag.

## Termin
Im Jüdischen Kalender enden Tage mit Sonnenuntergang, also umfassen sie im Gregorianischen Kalender den Vorabend ab Dunkelheit und den Folgetag bis Sonnenuntergang. Um gegebenenfalls die gebotene Sabbatruhe, auch sie gilt ab Sonnenuntergang an Freitagen bis sonnabends bei Anbruch des Abends, einzuhalten, werden die offiziellen Feierlichkeiten zum Unabhängigkeitstag um einen bis zwei Tage vorgezogen bzw. ein bis zwei Tage später nachgeholt, um die Feiern zum Unabhängigkeitstag und den immer tags zuvor stattfindenden Jom haSikkaron ohne Einschränkungen begehen zu können. 
Allein, wenn der 5. Ijjar auf einen Dienstag, Mittwoch oder Donnerstag fällt, finden die Feierlichkeiten zum Jom haʿAtzmaʾut am eigentlichen Datum statt. Der stets vorgeschaltete Jom haSikkaron und der Jom haʿAtzmaʾut werden um einen Tag vorgezogen (auf den 3. und 4. Ijjar), wenn der 5. auf einen Freitag fällt, den viele Juden zur Vorbereitung des mit Anbruch des Abends beginnenden Sabbat nutzen. Die Feierlichkeiten enden standardmäßig gegen 19 Uhr, Besucher, Teilnehmer und Mitarbeiter im Veranstaltungswesen würden es bei einer Feier am Freitag nicht vor Beginn der religiösen Sabbatruhe nach Hause schaffen. Fällt der 5. Ijjar auf einen Sonnabend, wo bis zur Dunkelheit Sabbatruhe gilt, und liegt entsprechend der 4. auf dem Freitag, mehren sich die Konflikte mit der Sabbatruhe, weshalb beide Feiertage um zwei Tage vorgezogen werden (auf den 2. und 3. Ijjar). 
Fällt der 5. Ijjar auf einen Sonntag, wird der Jom haʿAtzmaʾut zwei Tage später, am Dienstag, den 7., nachgeholt. Der Jom haSikkaron, der ja immer tags zuvor zu feiern ist, kann nicht an Schabbat stattfinden, aber auch nicht am Sonntag, denn dann begönnen die Feierlichkeiten ja noch am Sonnabend Abend, dem Vorabend des Sonntags, womit Vorbereitungen sonnabends tagsüber zu treffen wären, wo aber Sabbatruhe gilt. Fällt der 5. Ijjar auf einen Montag, wird die Feier des Jom haʿAtzmaʾut um einen Tag verschoben, auf den 6. Ijjar, einen Dienstag, damit auch der Jom haSikkaron wie die dafür nötigen Vorbereitungen auf normale Werktage fallen. Da der Unabhängigkeitstag also am 3., 4., 5., 6. oder 7. Ijjar stattfinden kann, fallen die Feiern zur Unabhängigkeit entsprechend jedes Jahr auf einen anderen Vorabend und den Folgetag im Gregorianischen Kalender.
Der 5. Ijjar des Jüdischen Kalenders (mit standardmäßig 354 Tagen im Jahr) und der 14. Mai des Gregorianischen Kalenders (mit standardmäßig 365 Tagen) weichen um Tage bis zu mehreren Wochen voneinander ab, können aber an und für sich frühestens nach 19 Jahren wieder übereinstimmen. Doch auch dies ist selten, da beide Kalender durch Schaltjahre (sechs alle 19 Jahre im Jüdischen Kalender mit einem bis zu 30 Schalttagen; fünf alle 20 Jahre im Gregorianischen mit null bis zu einem Schalttag) nicht synchron laufen. 
| Jüdisches Datum                   | Gregorianisches Datum    |
| --------------------------------- | ------------------------ |
| 3. Ijjar 5785, יום חמישי (5. Tag) | Donnerstag, 1. Mai 2025* |
| 5. Ijjar 5786. יום רביעי (4. Tag) | Mittwoch, 22. April 2026 |
| 5. Ijjar 5787, יום רביעי (4. Tag) | Mittwoch, 12. Mai 2027   |
| 6. Ijjar 5788, יום שלישי (3. Tag) | Dienstag, 2. Mai 2028    |

* Wegen schweren Waldbränden im Umkreis von Jerusalem können zahlreiche offiziellen Feiern zu Jom haʿAzmaʾut nicht stattfinden. Unter anderem in Aschkelon, Beʾer Scheva, Modiʿin, auch die Fackelzeremonie in Jerusalem.

## Ablauf
Der Feiertag beginnt am Vorabend mit einer zentralen Gedenkveranstaltung, an welcher der Vorsitzende der Knesset eine Rede hält und zwölf Fackeln, symbolisch für die Zwölf Stämme Israels, entzündet werden. Seit 1953 wird dabei auch der Israel-Preis vergeben. Die Bevölkerung begeht den Tag selbst mit Grillparties oder Picknick im Freien, oder mit dem Besuch einer der Flugschauen der Luftwaffe. Mehrere Stützpunkte der Armee sind zur Besichtigung für die Öffentlichkeit geöffnet und zahlreiche kulturelle Einrichtungen gewähren Besuchern kostenlosen Eintritt. Außerdem findet das internationale Jugend-Bibelquiz in Jerusalem statt. Viele Orte lassen die Feierlichkeiten mit einem Feuerwerk ausklingen. Von 1949 bis 1968 und 1973 wurde am Unabhängigkeitstag jeweils an einem anderen Ort eine Militärparade durchgeführt.
Das Komitee für die offizielle staatliche Unabhängigkeitsfeier auf dem Herzl-Berg hat 2015 mit Lucy Aharish erstmals eine arabische Israelin bestimmt, bei der Zeremonie in Jerusalem eine Fackel zur Ehre des Staates anzuzünden.